# Секнидазол
Секнидазо́л — противомикробное и антипротозойное средство, производное 5-нитроимидазола. Структурно подобен метронидазолу. Оказывает бактерицидное действие на большинство анаэробных бактерий и многие простейшие организмы, включая трихомонады. Одобрен для применения: США (2017).

## Фармакологические свойства
Взаимодействует с ДНК микробных клеток, нарушая её спирализацию и вызывая разрыв её нитей; подавляет синтез нуклеиновых кислот; угнетает восстановительные процессы, характерные для анаэробов.
После приема внутрь хорошо всасывается, биодоступность препарата порядка 80%. Максимальная концентрация препарата создается через 4 ч. Биотрансформируется в печени. Выводится медленно (период полувыведения — около 20 ч), преимущественно с мочой.  

## Показания
Используется для лечения бактериального вагиноза, трихомониаза, амёбиаза кишечника и печени, лямблиоза.

## Противопоказания
Аллергия, в том числе на другие производные имидазола, патологические изменения формулы крови, органические заболевания ЦНС в активной стадии. Препарат проходит через плацентарный барьер и секретируется в грудное молоко, поэтому он противопоказан при беременности и кормлении грудью.

## Способ применения
- Бактериальный вагиноз, трихомониаз: 2 г. - однократно[1].